# Messier 82
Messier 82 (NGC 3034) é uma galáxia irregular localizada a cerca de doze milhões de anos-luz (aproximadamente 3,679 megaparsecs) de distância na direção da constelação de Ursa Maior. Possui uma magnitude aparente de 8,6, uma declinação de +69º 40' 43" e uma ascensão reta de 09 horas, 55 minutos e 50,7 segundos.
A galáxia NGC 3034 foi descoberta em 1774 pelo astrônomo alemão Johann Elert Bode.

## Descoberta e visualização
A galáxia espiral foi a primeira das quatro descobertas originais de Johann Elert Bode, que descobriu na mesma ocasião Messier 81 em 31 de dezembro de 1774. Bode descreveu-a como uma "mancha nebulosa bastante alongada e muito tênue", cerca de 0,75 graus de distância aparente de M81. Incluiu como o seu décimo oitavo objeto de sua lista. O astrônomo francês Pierre Méchain redescobriu independentemente ambas as galáxias em agosto de 1779, sendo catalogado pelo seu colega de observatório, Charles Messier, em 9 de fevereiro de 1781.
É um dos poucos objetos de Messier que também foram catalogados por William Herschel, ganhando a designação H IV.79, baseado em sua observação de 30 de setembro de 1802. William Parsons foi o primeiro a perceber as manchas e linhas escuras visíveis na parte central da galáxia.

## Características

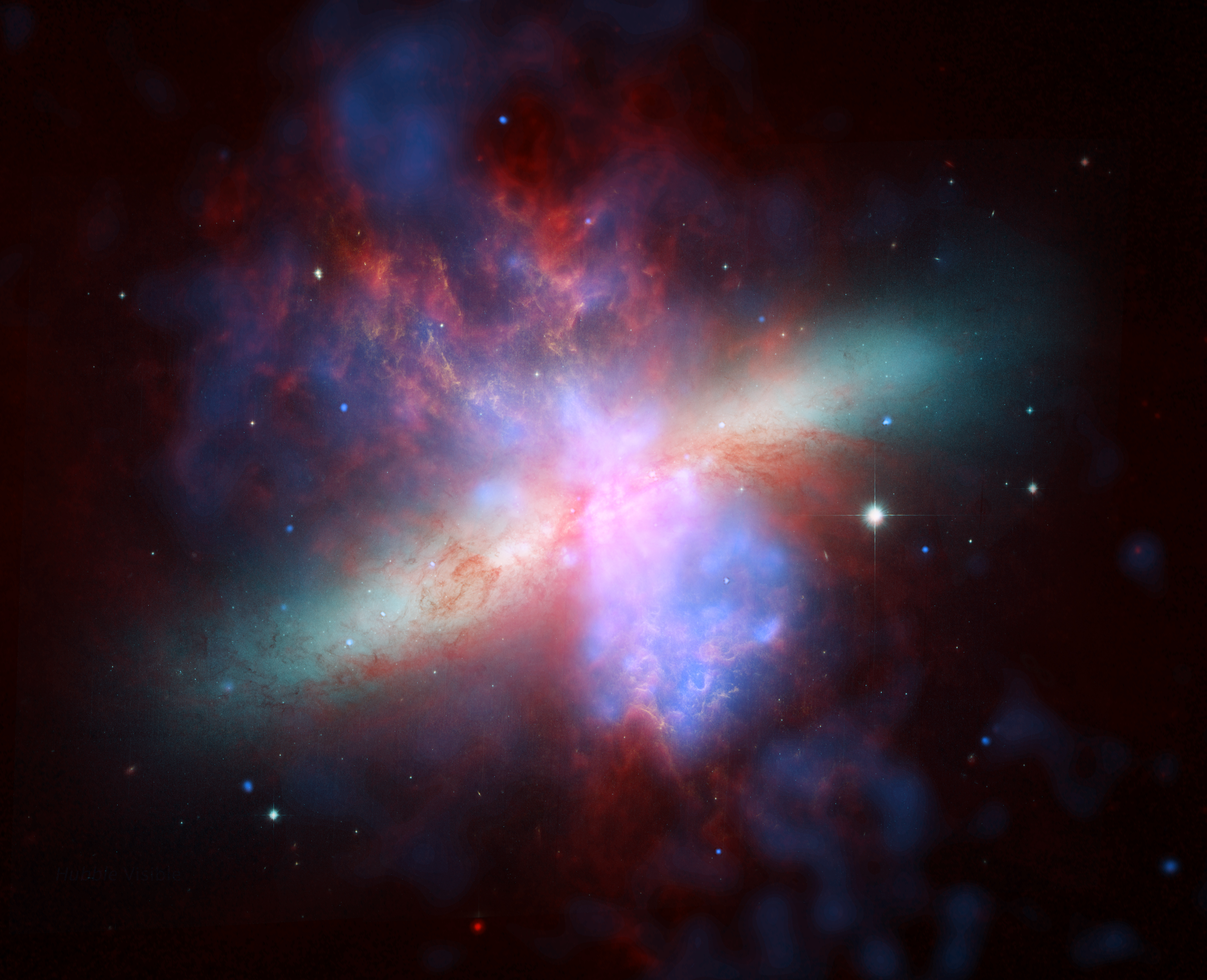
Messier 82, Observatório de raios-X Chandra

Forma um par fisicamente ligado com a galáxia de Bode (M81), fazendo parte de seu grupo de galáxias. Seu plano galáctico foi profundamente alterado devido a um choque recente (em termos astronômicos) com a galáxia de Bode, que está apenas 150 000 anos-luz da galáxia. Seu núcleo galáctico também sofreu profundas alterações com o encontro, que é agora local de intensa formação estelar, mostrando também linhas escuras de matéria interestelar. Também é uma grande fonte de rádio, descoberta por Henbury Brown em 1953, chamada de Ursa Major A e listada como a entrada 3C 231 no Terceiro Catálogo de Cambridge de Fontes de Rádio.
É a galáxia mais brilhante no infravermelho no céu noturno: emite mais radiação infravermelha do que radiação visível, fato que ocorre também nas galáxias Messier 51, NGC 5195 e NGC 5128. Existem pelo menos 100 aglomerados globulares jovens na galáxia, formados pela interação com M81, ocorrida há entre 50 a 100 milhões de anos.
Foram descobertas três supernovas na galáxia: SN 2004am, descoberta após ter atingido sua magnitude aparente máxima em imagens obtidas no observatório Lick em 21 de novembro de 2003; SN 2008iz, descoberta por Andreas Brunthaler em 24 de março de 2008, visível apenas em observações em rádio, não sendo detectado na faixa visível; e uma possível supernova vista em junho de 2009, também apenas com observações em rádio.
Recentemente, foi descoberta uma supernova que explodiu que foi nomeada de SN2014J.

## Galeria

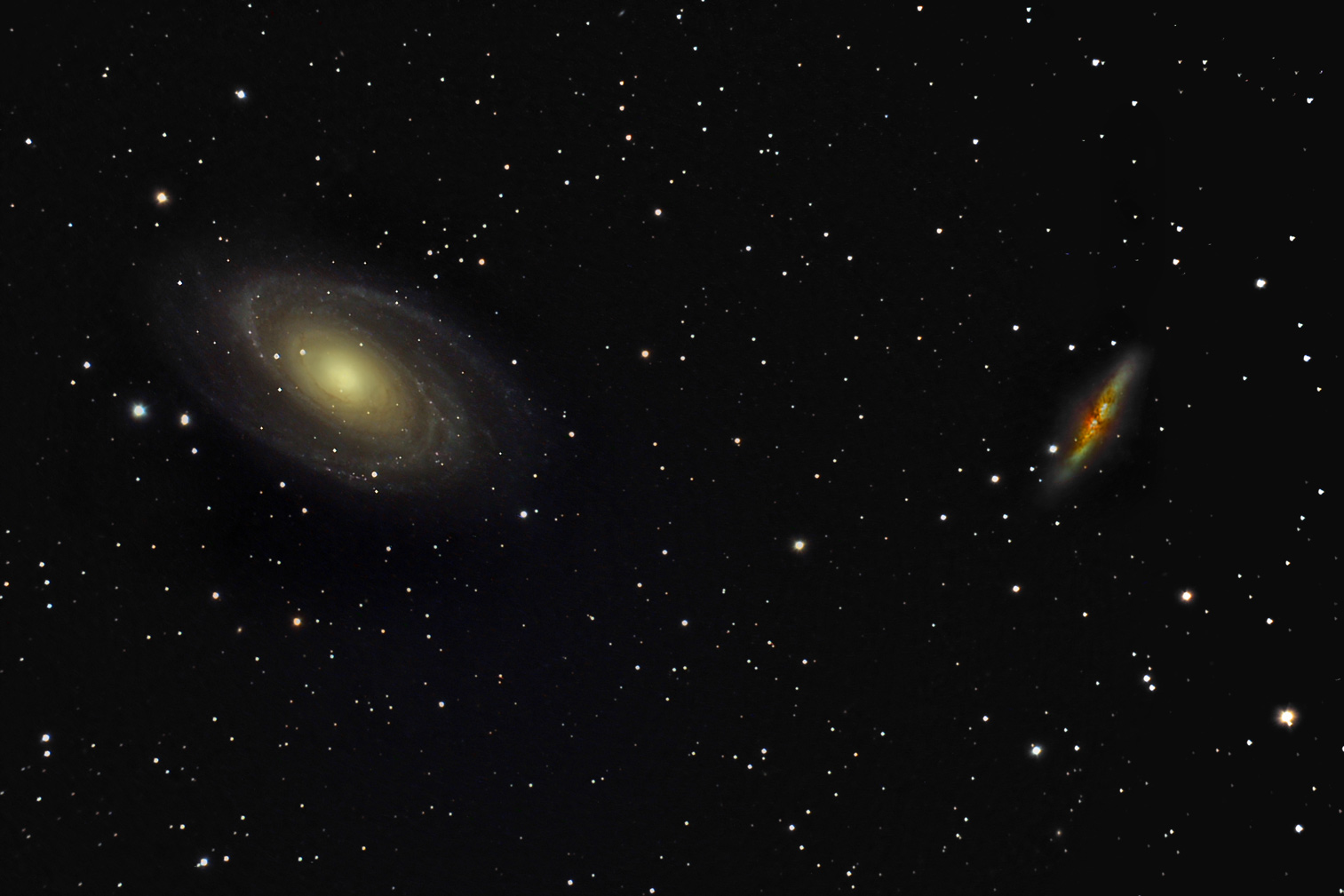
Messier 82 (à direita) e a Galáxia de Bode (à esquerda)
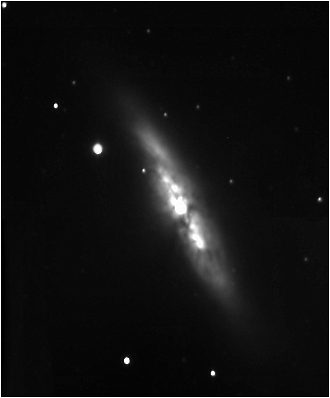
Messier 82
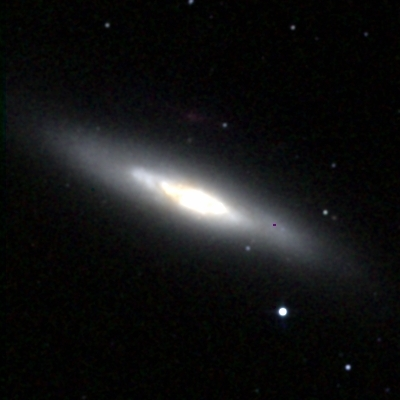
Messier 82, projeto 2MASS
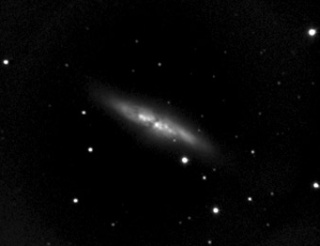
Messier 82
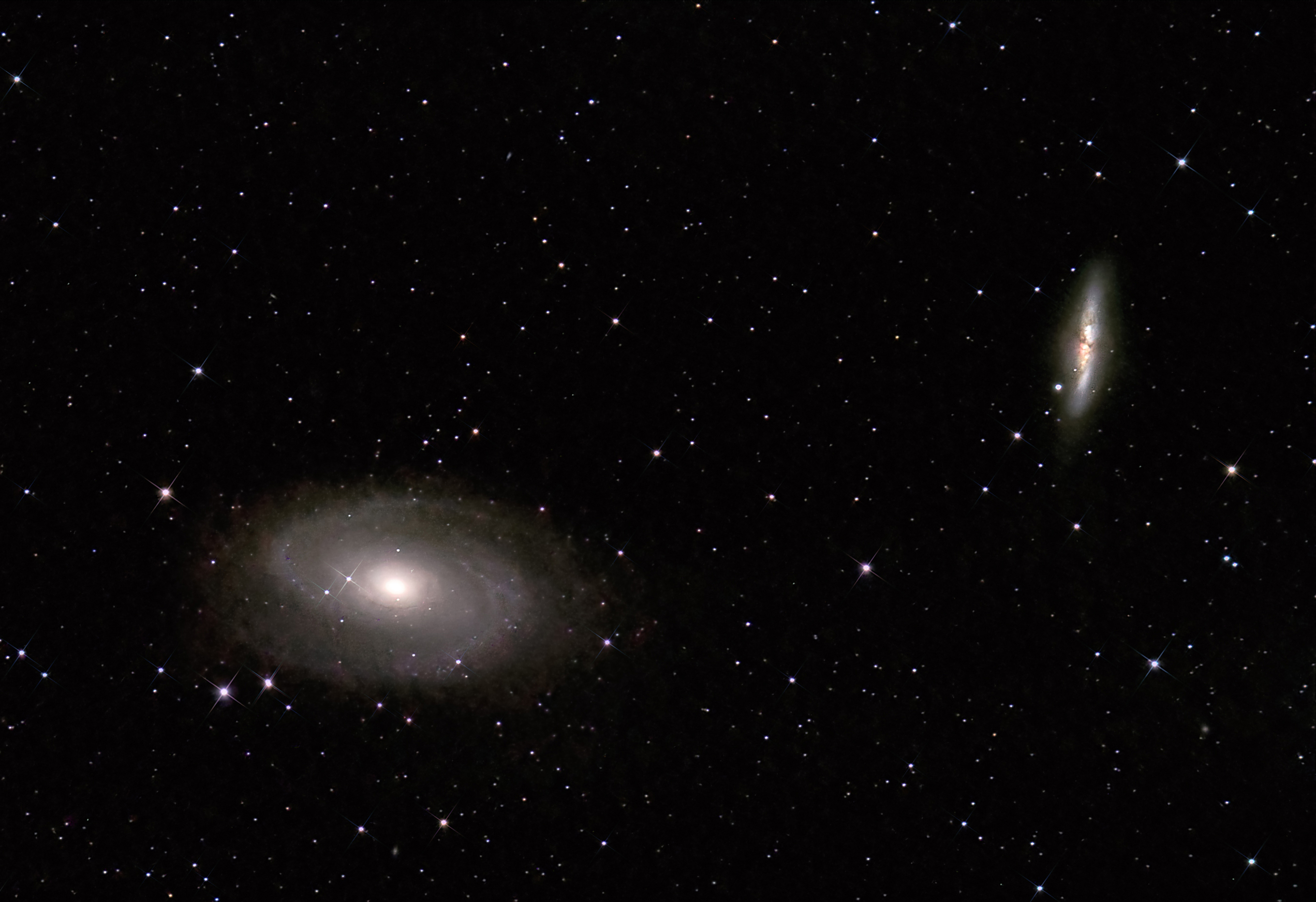
Messier 82, Markus Schopfer
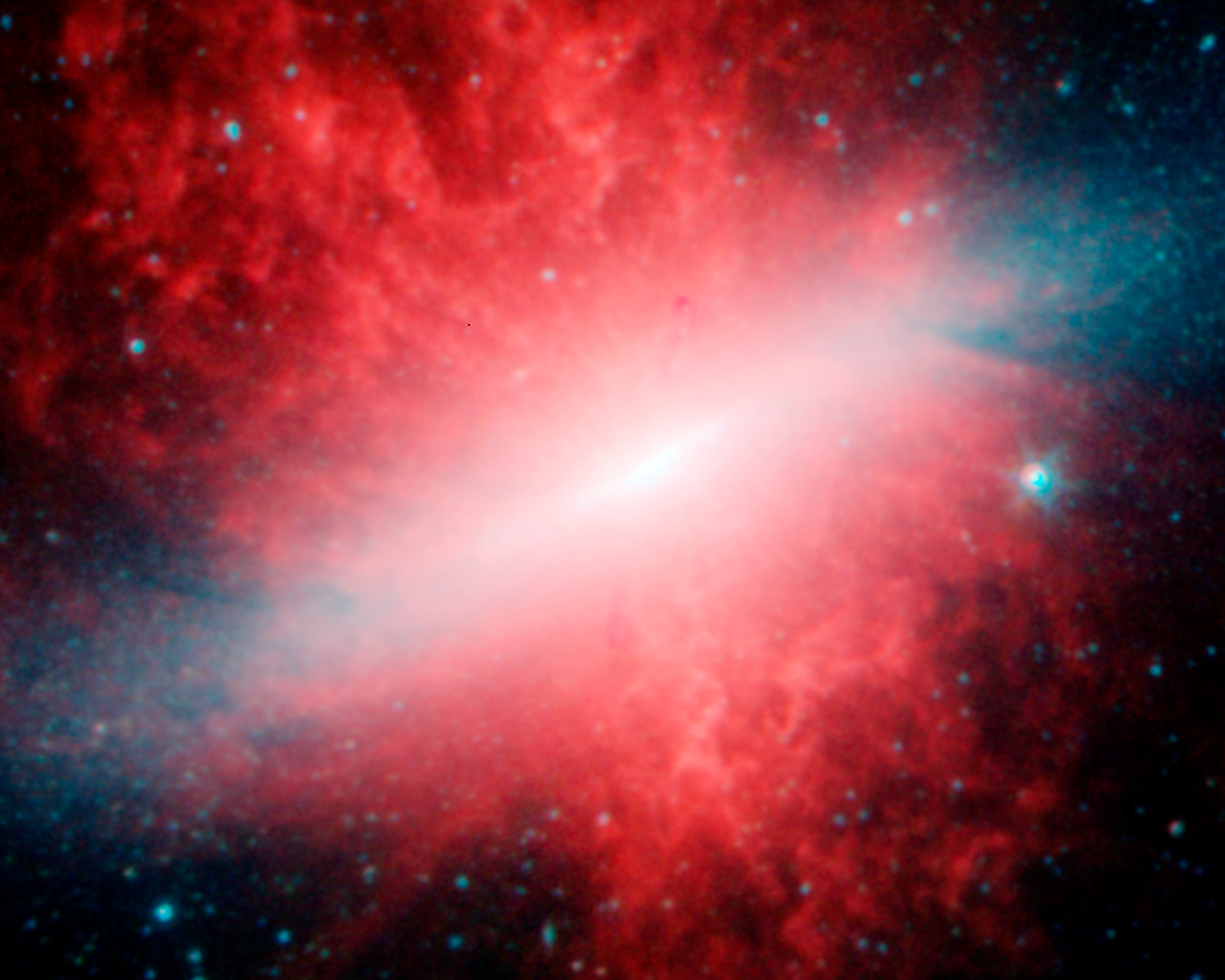
Messier 82, Telescópio Espacial Spitzer
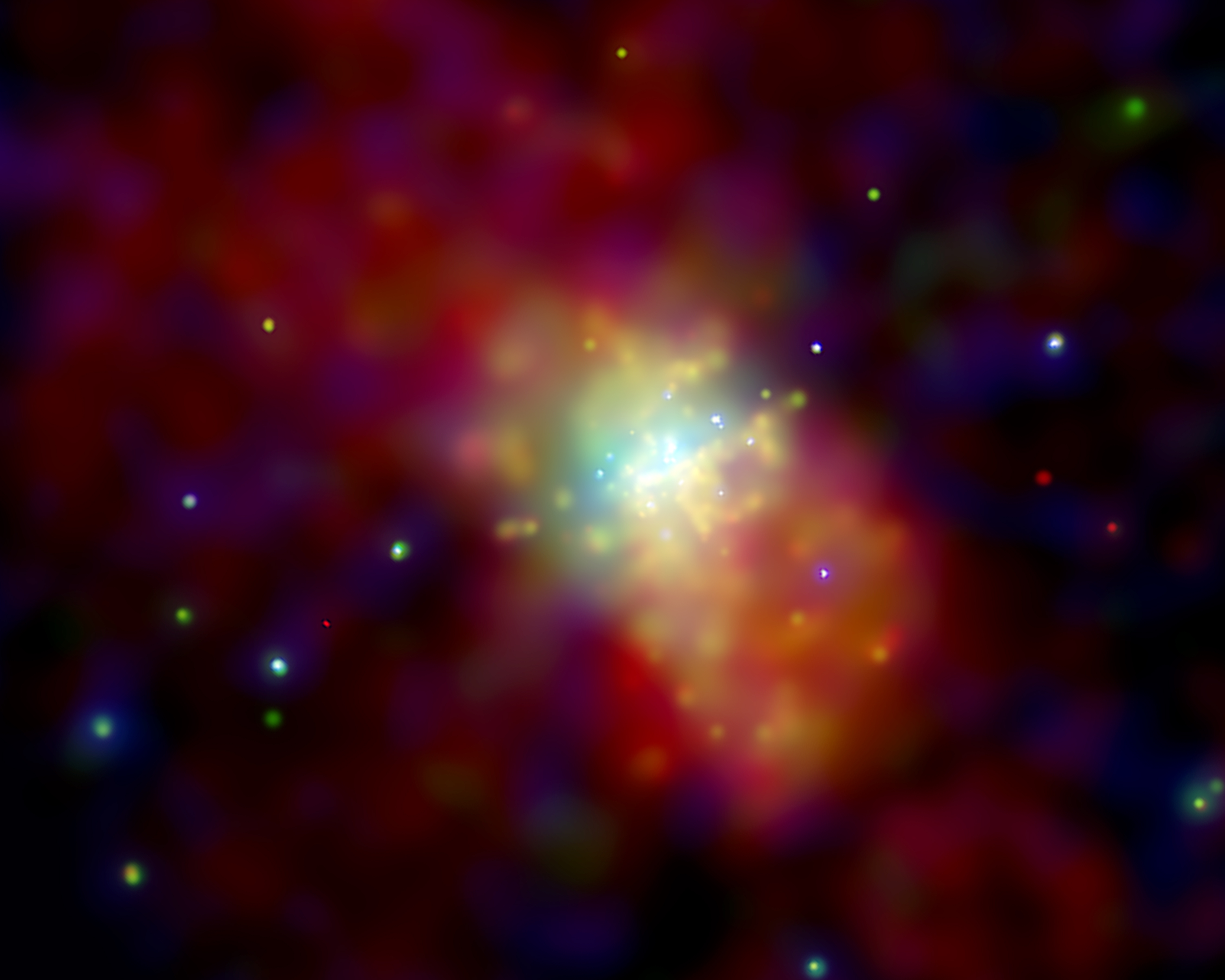
Messier 82, Observatório de raios-X Chandra
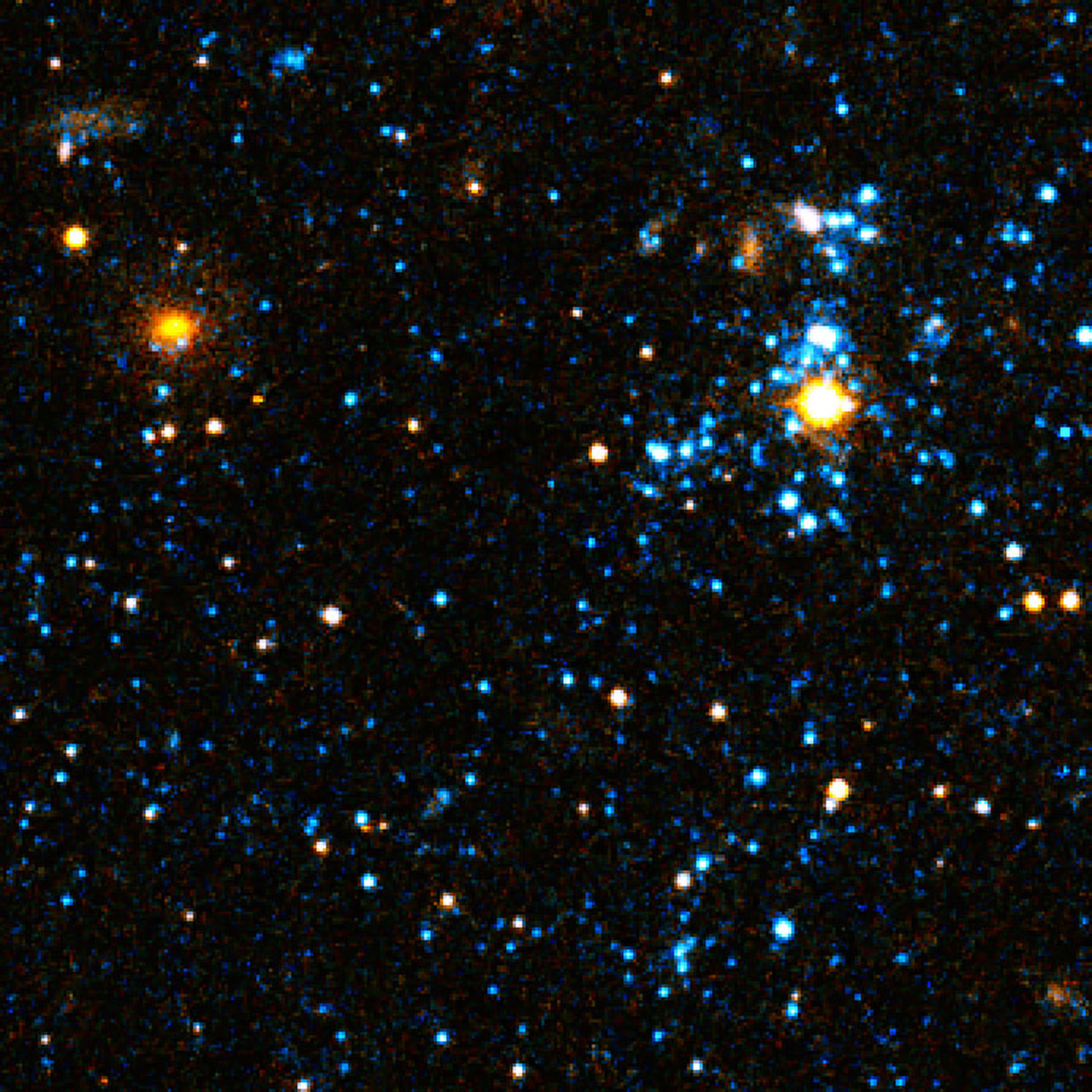
Estrelas azuis entre as galáxias do Cigarro, de Bode e NGC 3077